# Брестская крепость (Франция)
Брестский замок (брет. Kastell Brest, фр. Château de Brest) — сооружение в городе Брест на берегах Пенфельда и Брестского рейда.
Замок был построен ещё римлянами как небольшой форт (кастеллум), в течение 1700 лет он достраивался и перестраивался вплоть до Вобана. Сегодня Брестский замок — часть Брестского арсенала. 21 марта 1923 года замку присвоен статус национального памятника. В годы Второй мировой войны замок пострадал, но вскоре был восстановлен.
Брестский замок состоит из семи соединяющихся между собой башен. Внутри возвышается другая, отделенная рвами, крепость с большими залами, подземельями, темницами и часовней. Через реку Пенфельд расположена башня Танги, в которой расположен музей, посвящённый истории Бреста до Второй Мировой войны. В самом же замке, помимо военных учреждений, расположен Морской музей.